# 花井潤
花井潤（はない じゅん、1982年（昭和57年）1月26日 - ）は、東京都出身の元競艇選手。立教大学卒業。
登録番号4595。血液型AB型。106期。東京支部所属。同期に、岩瀬裕亮らがいる。

## 来歴
- 2010年5月、多摩川競艇場での一般競走でデビュー。

- 2016年7月、現役引退。

## 戦績
- 出走回数：781回
- 1着回数：24回
- 優出回数：0回
- 優勝回数：0回
- フライング(F)回数：7回
- 出遅れ(L)回数：0回
- 通算勝率：3.17
- 2連対率：10.63
- 3連対率：22.66
- 生涯獲得賞金：35,263,580円